# مجموعة غبور
مجموعة غبور (بالإنجليزية: Ghabbour Group)‏ هو مصنع مصري للسيارات والحافلات والشاحنات والدراجات النارية يقع مقره في القاهرة. تأسست الشركة في عام 1960.
تأسست الشركة عام 1960 من قبل الأخوين كمال وصادق غبور لأنهما أدركا أن قطاع السيارات كان سوقاً متنامياً.
كانت الشركة في أيامها الأولى تسمى غبور إخوان. في السابق، كانت المجموعة تصنع سيارات سافيم (لاحقاً RVI).
تعمل مجموعة غبور في قطاع السيارات والقطع والمكونات مع التركيز على شركات صناعة السيارات.
اليوم تقوم المجموعة بتصنيع (وتجميع) السيارات للعديد من العلامات التجارية مثل: باجاج أوتو وهيونداي وفولفو.
يقدر الإنتاج السنوي للوحدات حوالي 150.000 ألف وحدة، كما تعد مجموعة غبور حالياً أكبر مُصنع للسيارات في مصر.

## هيكل الملكية
آر جي انفستمنت اس ايه آر آي (58.459%)
دي آر للاستثمارات إس إيه آر إل (9.412%)
العليان السعودية الإستثمارية (5.059%)
منصور محمد هشام قباني (0.351%)
نادر رؤوف كمال حنا غبور (0.0659%)
وثائق إستثمار صندوق مؤشر إي جي إكس 30 (0.019%)

## نماذج السيارات

### فوسو
- مجموعة فوسو
- ميتسوبيشي كانتر
- ميتسوبيشي كروزر
- ميتسوبيشي لانسر
- ميتسوبيشي إف بي
- ميتسوبيشي إف في
- ميتسوبيشي روزا

### مجموعة هيونداي
- هيونداي أكسنت
- هيونداي أكسنت سبورت
- هيونداي سولاريس
- هيونداي أتوس برايم
- هيونداي إلنترا إتش دي
- هيونداي إلنترا إي دي
- هيونداي إلنترا إي دي
- هيونداي إلنترا إس إي
- هيونداي إتش ون
- هيونداي إتش ون فان
- هيونداي إتش 100 البيك اب
- هيونداي i30
- هيونداي i30 سي دبليو
- هيونداي ماتريكس
- هيونداي نوفا
- هيونداي سانتا في
- هيونداي سوناتا
- هيونداي توكسون ix35
- هيونداي فيرنا
- هيونداي فيرنا ستار
- هيونداي فيرنا فيفا

### سيارات مازدا
- مازدا 6 سيدان
- مازدا 3 سيدان وهاتشباك
- مازدا 2 سيدان
- مازدا سي إكس 9

## المركبات الصينية
واجهت علامتها التجارية جيلي إمغراند الكثير من الانتقادات في وقت ما لتعريض حياة الناس للخطر. ولدت الحملة الكثير من المشاعر السلبية تجاه العلامة التجارية.
- جيلي إمجراند
- شيري إنفي
- شيري تيجو

## باجاج اوتو
- دراجات نارية
- عربات الريكاشة

## شاحنات فولفو
- شاحنة فولفو إف إتش
- فولفو إف إل 6
- فولفو إف إم
- فولفو سبلينديدو (B12B نوع الحافلة جي في دبليو)

## استثمارات أخرى
كما تستثمر الشركة في مجالات أخرى:
- جي بي ريل استيت مورجيدج فاينانس بي في (100.00%)
- بان أفريكا (100.00%)
- جي بي لتجارة وسائل النقل الثقيل والمعدات الإنشائية (100.00%)
- جي بي لصناعة وسائل النقل الخفيف (100.00%)
- ريدي بارتس لقطع غيار السيارات (100.00%)
- جي بي لصناعة السيارات (100.00%)
- قناة السويس للخدمات اللوجستية (100.00%)
- جي بي جلوبال - لوكسمبرج (100.00%)
- الخليج لتجارة وسائل النقل (100.00%)
- أر جي انفستمنت ش.م.م (100.00%)
- جي بي لتكنولوجيا المياه والبيئة (100.00%)
- غبور للتجارة العالمية بالمناطق الحرة ش م م (100.00%)
- المورا ريسورسز (100.00%)
- القاهرة لصناعات النقل الشخصي (100.00%)
- جي بي للاستيراد والتصدير (100.00%)
- درايف لتجارة السيارات (100.00%)
- بى بى أي ال قبرص (100.00%)
- ام ان تى لتنمية المشروعات الصغيرة (100.00%)
- جى بى للتمويل – لكسمبورج (100.00%)
- المصرية الدولية لصناعة وصيانة السيارات (100.00%)
- تايرز اند مور (100.00%)
- جي بي لوجيستكس ش.م.م (99.98%)
- المصرية لتصنيع وسائل النقل (99.528%)
- هرم للنقل ش.م.م (99.00%)
- سوق مصر للسيارات المستعملة (99.00%)
- مصر للإطارات (90.00%)
- ماستر أوتوموتيف ش.م.م (75.00%)
- غبور القلم لتجارة السيارات جي كيو- القلم (68.00%)
- جي بي علاب (66.20%)
- الهندسية لصيانة وسائل النقل- الميكانيكي (65.00%)
- جى بى البستان (60.00%)
- ام.ان.تى انوستمنت بي في (54.00%)
- جي بي آر أوتو - الجزائر (54.00%)
- المجموعة العالمية لتجارة السيارات (50.00%)
- جي بي أر للخدمات (48.80%)
- غبور للتجارة العامة (25.00%)
- الدولية للتجارة والتسويق والتوكيلات التجارية (9.00%)
- جي بي للإطارات (0.50%)
- جي بي نورث أمريكا (نسبة غير معلومة)

## ذات صلة
- الموقع الرسمي مجموعة غبور
- هيونداي في مصر
- ميتسوبيشي فوسو (قائمة الموزعين)
- شاحنات فولفو في مصر
- فولفو لمعدات البناء في مصر
- مجموعة غبور في البورصة المصرية

## وصلات خارجية
- الموقع الإلكتروني